# 산린구

산린 구의 위치

산린구(한국어: 삼림구, 중국어: 杉林區, 병음: Shānlín Qū)는 중화민국 가오슝시의 구이다. 넓이는 104.0036km2이고, 인구는 2015년 8월 기준으로 12,425명이다.

## 지리
산린 향은 가오슝시 동북부에 위치하고 북쪽은 자셴 구와, 동쪽은 류구이 구와, 남쪽은 메이눙 구, 치산 구와, 서쪽은 네이먼 구와, 북서쪽은 타이난 현 난화 향과 각각 접하고 있다.

## 같이 보기
- 가오슝시